# JG Summit Holdings
JG Summit Holdings est un conglomérat basé aux Philippines. Il est notamment présent dans les secteurs du transport aérien, de la banque, de l'alimentation, de l'hôtellerie, de la pétrochimie, de l'électricité, des médias, de l'immobilier et des télécommunications. Il est intégré à l'indice PSEi.